# Edvard Munch
Edvard Munch (pronúncia: [ˈmʉŋk]) (Løten, Noruega, 12 de desembre de 1863 - Ekely, prop d'Oslo, 23 de gener de 1944) fou un pintor i gravador noruec expressionista.
Les seves obres sobre l'angoixa van influenciar profundament l'expressionisme alemany de començament del segle xx. El crit (1893; originàriament titulat Desesperació) és la seva obra més coneguda i considerada com una icona de l'angoixa existencial. Com de moltes de les seves obres, en va pintar nombroses versions (quatre), una de les quals fou robada del Museu Munch d'Oslo el 22 d'agost de 2004 i recuperada el 30 d'agost del 2006 amb danys menors reparables.
El pintor deia de si mateix que, de la mateixa manera que Leonardo da Vinci havia estudiat l'anatomia humana i dissecat cossos, ell intentava dissecar ànimes. Per això, els temes més freqüents en la seva obra van ser els relacionats amb els sentiments i les tragèdies humanes, com la solitud (Malenconia), l'angoixa (El crit, tal vegada la seva millor obra), la mort (Mort d'un bohemi) i l'erotisme (Amants, El petó). Se'l considera precursor de l'expressionisme, per la forta expressivitat dels rostres i les actituds de les seves figures, a més del millor pintor noruec de tots els temps.

## Biografia

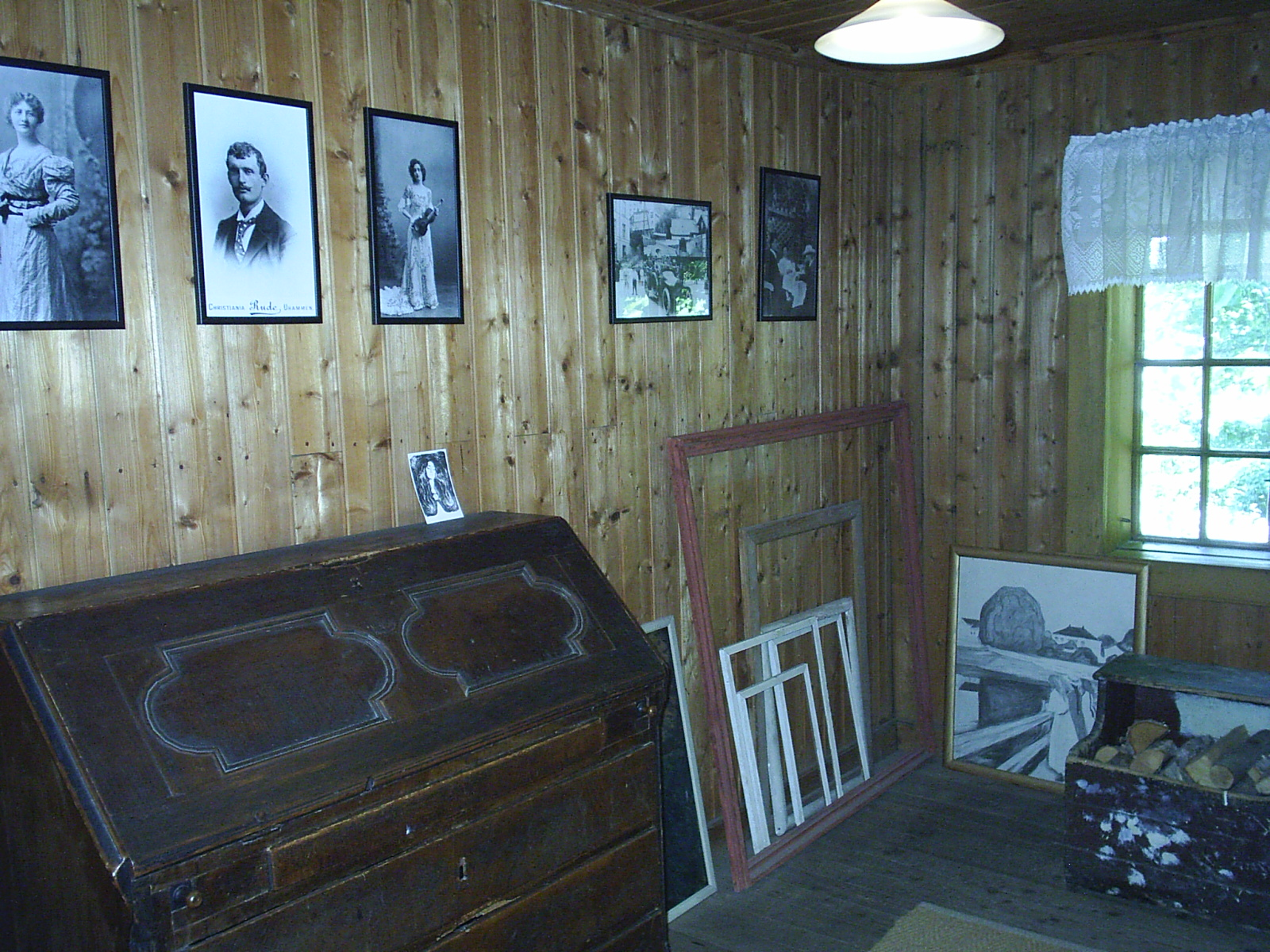
Interior de la casa d'Edvard Munch a Åsgårdstrand

Fill d'un metge militar, el doctor Christian Munch i la seva dona Laura Cathrine, Munch va tenir una infància molt difícil, ja que la seva mare i la seva germana es van morir de tuberculosi quan ell era molt jove, i el seu pare era home dominat per obsessions de tipus religiós fins que va morir el 1889. De tot això, va sorgir una personalitat conflictiva i una mica desequilibrada, que ell mateix considerava la base del seu geni.
L'any 1879 comença la carrera d'enginyeria, però uns anys més tard va abandonar-la per començar una carrera artística que li va obrir el camí al desenvolupament de l'expressionisme. El 1881, va vendre els seus dos primers quadres i pinta el seu primer autoretrat.
Christian Krohg, una figura important en la redacció de la constitució noruega de 1814, va ser un mestre essencial per a Munch. Sovint corregia els seus treballs i l'ajudava a millorar. Va participar per primera vegada en l'exposició de tardor d'Oslo, on va establir relacions amb el cercle de literats i artistes de Cristiania (antiga Oslo).
El 1885, va dur a terme el primer dels seus nombrosos viatges a París, on va conèixer els moviments pictòrics més avançats i es va sentir especialment atret per l'art de Gauguin. Visita allà els salons i el Museu del Louvre, que el va impressionar notablement. Aquest mateix any va participar en la Fira Mundial d'Anvers. Després d'una primera influència de la pintura impressionista i postimpressionista, comença a pintar tres de les seves obres cabdals: L'endemà, Pubertat i La nena malalta, que causa un escàndol en l'Exposició de Tardor d'Oslo el 1886.
En la seva primera exposició individual amb 110 quadres a Oslo, va fer que una part del públic l'aclamés amb entusiasme.
L'any 1890, la influència del neoimpressionisme en les seves obres va ser molt notòria. Aquest mateix any va rebre la seva segona beca estatal. Un any més tard, va començar a desenvolupar els motius del Fris de la vida, cicle pictòric que inclou moltes de les seves obres més conegudes, que en el seu conjunt pretenen donar una visió unitària de la vida. Munch dibuixa àmpliament les seves memòries personals, incloent-hi la devastadora pèrdua de la seva mare, Laura Munch, i de la seva germana preferida, Sophie.

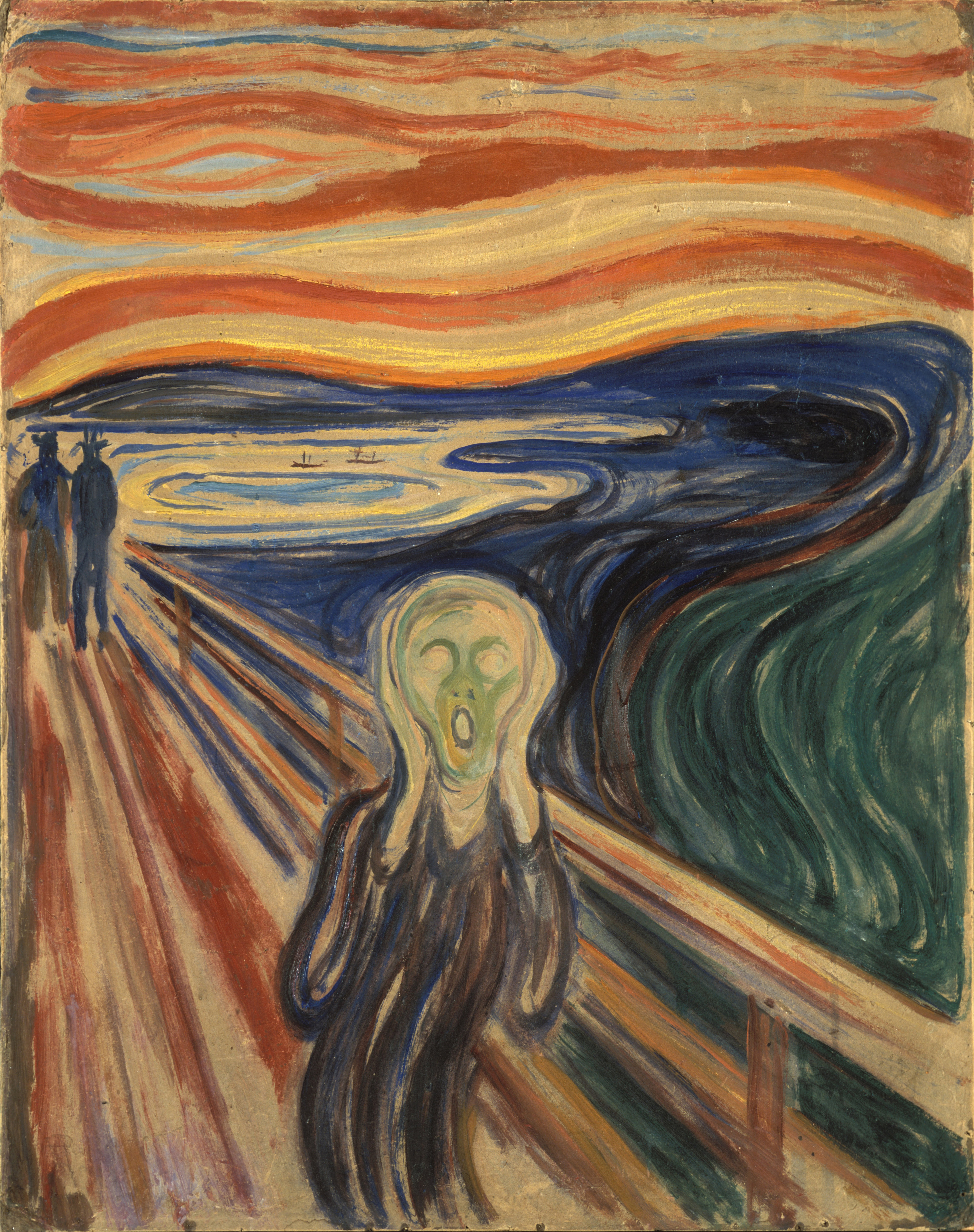
El crit, 1893

El 1892 va marxar a viure a Alemanya, on va quedar-s'hi diversos anys, sobretot a Berlín, tot i que va fer freqüents viatges a Noruega i a París, on va oferir nombroses exposicions. A Berlín, va haver de retirar una exposició seva arran de l'escàndol que va suscitar i que va donar peu a la creació de la Secessió berlinesa, associació d'artistes dirigida pel govern conservador de Berlín. Un any després, va començar a entaular relacions amb la tertúlia del "Garrí negre", un lloc freqüentat pels artistes de l'època. Aquest mateix any pinta El crit, una de les seves obres més conegudes. Aquesta obra reflecteix la malaltia, la mort i l'obsessió religiosa que van omplir la seva infància i la seva joventut.
Entre 1894 i 1897 crea els seus primers aiguaforts, mentre continua fent exposicions a Estocolm, Berlín i Oslo. És l'època en què va tenir un èxit més reconegut. A l'estudi de Toulouse-Lautrec, Bonnard i Vuilard, va crear una sèrie d'esbossos mitjançant una tècnica que pot considerar-se un invent comú, com eren els esbossos d'oli sobre paper o bé sobre taulers units amb cola en què no es treballava el fons.
D'aquí no hi ha més que un petit pas cap a l'estil completament nou que Munch desenvoluparia en el Fris de la vida, en què destaquen quadres com Pubertat, que reflecteix per primera vegada una associació entre por i sexualitat. Munch acaba amb aquests cicles del Fris de la vida el 1900. Posteriorment, intenta plasmar un terreny més tradicional, en què retrats, paisatges i pintures d'estudi el preocupen cada vegada més.
El 1903 fa la seva primera exposició a la Galeria Cassirer de Berlín. Un any més tard, cedeix els drets de venda de gravats a Alemanya a Cassirer i a la galeria Cometre d'Hamburg els d'olis. Pren part en el Salon des Indépendants. En aquest període va ser quan Munch va començar a assolir l'èxit com a artista; ofereix nombroses exposicions, a Copenhaguen i a Berlín, entre d'altres. L'Acadèmia de Belles Arts de Weimar posa un estudi a la seva disposició. L'any 1905 va ser dur per a Munch, ja que passa l'hivern curant-se de neurastènia i alcoholisme.
El 1906, Max Reinhardt li va encarregar un disseny dels decorats per a Els fantasmes i Hedda Gabler d'Ibser, així com un fris per a un saló de teatre a Berlín. Ja l'any 1908, exposa al Brücke de Desdre. Més tard, viatja a la tardor a Copenhaguen, on pateix un col·lapse nerviós. La meitat de l'any següent, la passa en un santuari.
El 1909, torna a Noruega i Rasmus Meyer li compra un gran nombre de quadres de la seva col·lecció. Fa una gran exposició a Oslo. En aquests anys, emprèn nombrosos viatges per les seves contínues crisis nervioses, tot i el seu èxit. Va visitar Berlín, Frankfurt, Colònia, París, Londres, Estocolm, Hamburg, Lübeck i Copenhaguen. Va rebre amplis honors en ocasió del seu cinquantè aniversari, el 1913.
Anys més tard, el 1918, publica un pamflet del Fris de la vida en què inclou les seves obres mestres. Els següents anys, Munch decideix retirar-se una mica; rep nombrosos honors amb ocasió del seu setantè aniversari, ja que una malaltia dels ulls des de l'any 1930 li fa gairebé impossible treballar.
Durant els anys 30, va tenir una mala època com a pintor, ja que el govern nazi va confiscar 82 quadres seus dels museus alemanys. Les seves pintures van ser considerades com degenerades. La majoria dels seus quadres plasmaven la mort o temes que en aquella època resultaven molt polèmics.
El 1940, amb la invasió del règim nazi a Noruega, li van retirar molts dels seus quadres de les galeries d'art perquè pensaven que escandalitzaven els seus visitants. Munch no volia tenir cap mena de relació amb els invasors, ja que el consideraven un dement.
Durant la Segona Guerra mundial, Munch es va fer internacionalment conegut i va exposar per primera vegada els seus quadres als Estats Units d'Amèrica, més concretament el 1942 a Nova York. Amb motiu del seu 80è aniversari, fou objecte de grans homenatges, malgrat el seu mal estat, en el qual patia contínuament refredats, va anar a tots aquests amb gran honor. El 23 de gener de 1944 morí a Noruega.
Després de la seva mort, Ekely dona a la ciutat d'Oslo el conjunt de quadres, gravats i dibuixos propis que tenia en el seu poder. Per celebrar el centenari del seu naixement, el 1960 es va inaugurar el Munch Museet.

## Estil
Munch no va trigar massa temps a crear un estil molt personal, basat a accentuar la força expressiva de la línia, reduir les formes a la seva expressió més esquemàtica i fer un ús simbòlic, no naturalista, del color. D'aquí la seva classificació com a pintor simbolista.

## Munch als museus
En morir, va arribar a més de 1.000 quadres, 15.400 gravats, 4.500 dibuixos i aquarel·les i sis escultures a la ciutat d'Oslo, que va construir el Museu Munch al barri de Tøyen en honor seu. Les obres es van costejar amb la recaptació de les sales de cinema de propietat municipal. El museu es va inaugurar el 1963.
Després del sonat robatori d'El crit i La madonna, de gran ressonància internacional, es van reforçar les mesures de seguretat el 2005, de tal manera que les obres més valuoses s'exhibeixen darrere de grans panells de vidre, en expositors que recorden els aparadors comercials. Els dos quadres esmentats es van recuperar amb desperfectes menors, i van ser presentats provisionalment en una vitrina, sense els marcs, per mostrar l'abast d'aquests danys.
Munch mancava de presència a l'estat espanyol fins fa poc. Actualment, es poden contemplar dues obres seves: un retrat de la seva germana al Museu Thyssen-Bornemisza, i un altre retrat (en préstec) al MNAC de Barcelona.
Del meu cos podrit,

creixeran flors

i jo estic en elles

i això és l'eternitat.

## Llegat

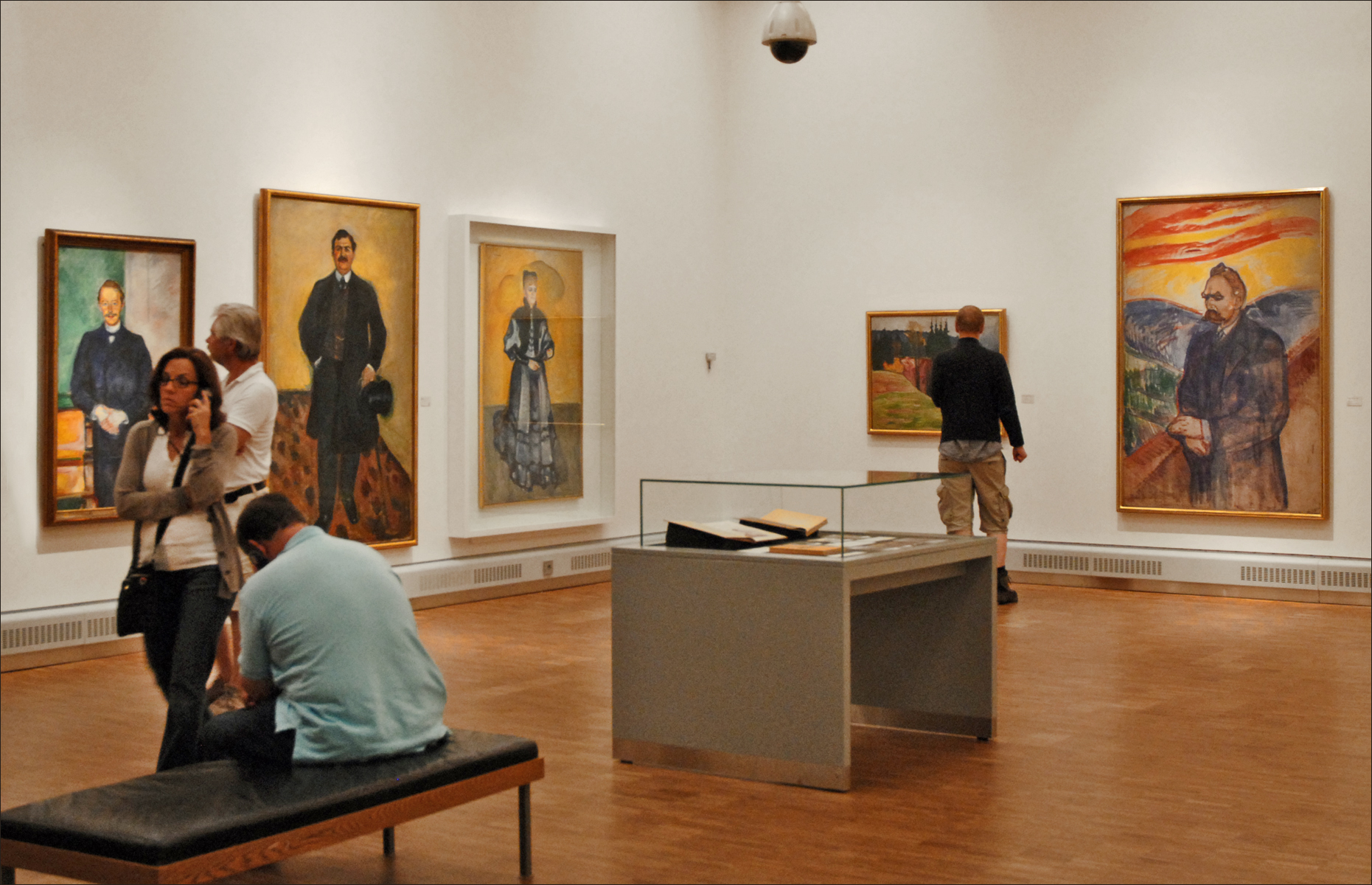
Museu Munch, Oslo

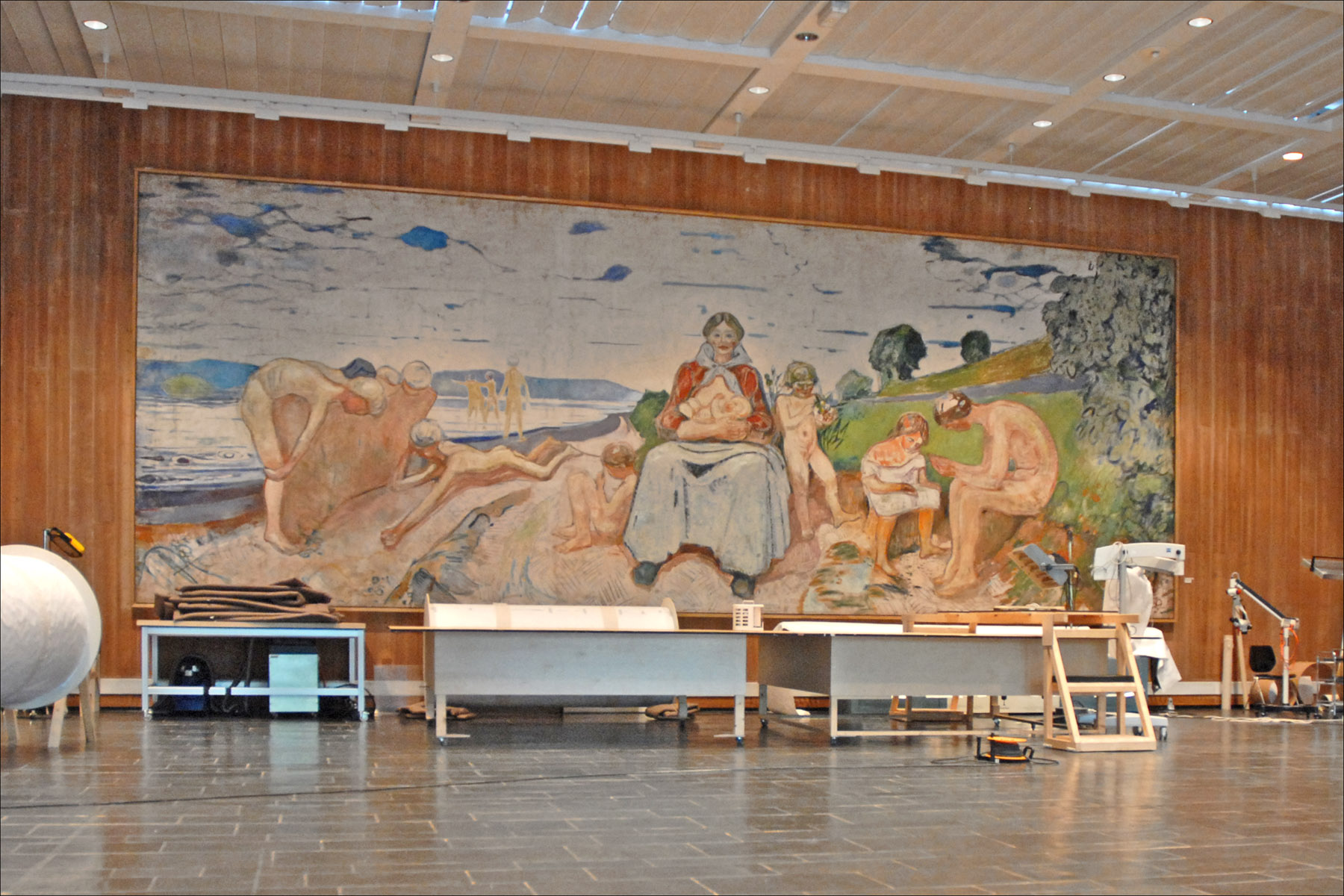
Museu Munch, Oslo

Quan Munch va morir, les obres que quedaven van ser llegades a la ciutat d'Oslo, que va construir el Museu Munch a Tøyen (va obrir el 1963). El museu conté una col·lecció d'aproximadament 1.100 pintures, 4.500 dibuixos i 18.000 gravats, la col·lecció més àmplia de les seves obres del món. El Museu Munch serveix com a finca oficial de Munch; ha estat actiu en respondre a les infraccions dels drets d'autor, com l'aparició de The Scream de Munch en una campanya publicitària de 2006 de M&M. El representant dels drets d'autor dels Estats Units per al Museu Munch i la propietat d'Edvard Munch és la Societat de Drets d'Artistes.
L'art de Munch era molt personalitzat i feia poca docència. El seu simbolisme privat era molt més personal que el d'altres pintors simbolistes com Gustave Moreau i James Ensor. Munch era encara molt influent, sobretot amb els expressionistes alemanys, que seguien la seva filosofia: «No crec en l'art que no sigui el resultat compulsiu de l'impuls de l'home d'obrir el seu cor». Moltes de les seves pintures, inclosa The Scream, tenen un atractiu universal a més del seu significat altament personal.
Les obres de Munch estan ara representades en nombrosos museus i galeries importants de Noruega i de l'estranger. La seva cabana, la Casa Feliç, va ser donada al municipi d'Åsgårdstrand el 1944 i serveix com a petit Museu Munch. S'ha conservat tal com el va deixar.
Una versió de The Scream va ser robada de la National Gallery el 1994. El 2004, una altra versió de The Scream, juntament amb una de Madonna, va ser robada del Museu Munch en un atrevit robatori a la llum del dia. Finalment es van recuperar totes, però les pintures sostretes en el robatori del 2004 van quedar molt danyades. S'han restaurat meticulosament i es tornen a exposar. Tres obres de Munch van ser robades de l'Hotel Refsnes Gods l'any 2005; ben aviat es van recuperar, tot i que una de les obres va quedar malmesa durant el robatori.
L'octubre de 2006, la xilografia en color Dues persones. El solitari ('A mennesker. De ensomme') va establir un nou rècord per als seus gravats quan es va vendre en una subhasta a Oslo per 8,1 milions de corones (1,27 milions de dòlars EUA), equivalent a 1,8 milions de 2022). També va establir un rècord pel preu més alt pagat en una subhasta a Noruega. El 3 de novembre de 2008, el quadre Vampire va establir un nou rècord per a les seves pintures quan es va vendre per 38.162.000 dòlars EUA (equivalent a 51,9 milions de 2022) a Sotheby's Nova York.
La imatge de Munch apareix al bitllet de 1.000 corones noruegues, juntament amb imatges inspirades en la seva obra d'art.
El febrer de 2012, una gran exposició de Munch, Edvard Munch. The Modern Eye, inaugurat a la Schirn Kunsthalle Frankfurt; l'exposició va ser inaugurada per Mette-Marit, princesa hereva de Noruega.
El maig de 2012, The Scream es va vendre per 119,9 milions de dòlars EUA (equivalent a 152,8 milions de 2022), i és la segona obra d'art més cara que s'ha venut mai en una subhasta oberta. (Va ser superat el novembre de 2013 per Three Studies of Lucian Freud, que es va vendre per 142,4 milions de dòlars EUA).
El 2013, quatre de les pintures de Munch van ser representades en una sèrie de segells pel servei postal noruec, per commemorar el 2014 el 150è aniversari del seu naixement.
El 14 de novembre de 2016, una versió de The Girls on the Bridge de Munch es va vendre per 54,5 milions de dòlars EUA (equivalent a 66,5 milions de 2022) a Sotheby's, Nova York, la qual cosa el converteix en el segon preu més alt aconseguit per una de les seves pintures.
L'abril de 2019, el Museu Britànic va acollir l'exposició Edvard Munch: Love and Angst, que consta de 83 obres d'art i que inclou una rara impressió original de The Scream.
El maig de 2022 la Courtauld Gallery va acollir l'exposició Edvard Munch. Obres mestres de Bergen, que mostra 18 pintures de la col·lecció de l'industrial noruec Rasmus Meyer.
El juny de 2023 el Institut d'Art Clark va acollir l'exposició Edvard Munch: Trembling Earth. És la primera exposició als Estats Units que se centra en com Munch va utilitzar la natura per transmetre un significat més profund a la seva pintura. Trembling Earth inclou més de 75 obres, moltes de la col·lecció del Munchmuseet, i més de 40 pintures i gravats de col·leccions privades rarament vistes.